# Valentina Giacinti
Valentina Giacinti, född den 2 januari 1994, är en italiensk fotbollsspelare som spelar för den italienska klubben AC Milan. Giacinti ingick i Italiens lag under VM i Frankrike 2019.